# Rio Grande da Serra
Rio Grande da Serra é um município do estado de São Paulo, localizado na região metropolitana e Região imediata do município de São Paulo. Pertence à Zona Sudeste da Grande São Paulo, em conformidade com a lei estadual nº 1.139, de 16 de junho de 2011 e, consequentemente, com o Plano de Desenvolvimento Urbano Integrado da Região Metropolitana de São Paulo (PDUI). A população estimada em 2021 era de 52.009 habitantes e a área é de 36,671 km², o que resulta numa densidade demográfica de 1 418,3 hab/km².

## História
Rio Grande da Serra teve origem com a divisão de terras nos campos de Jeribatiba, em 26 de maio de 1560, sendo a terceira aldeia construída pelos jesuítas. Pelo decreto do Marquês de Alegretti, em 1640, a Vila de Jeribatiba passa a ser denominada Vila Rio Grande. No mesmo período, fundou-se a Vila de Mogi das Cruzes, que se tornou rapidamente uma das maiores povoações da região. Para lá, começaram a se dirigir tropeiros transportando cargas de sal, que utilizavam o Caminho do Mar passando pelo povoado do Alto da Serra, até a região conhecida por Zanzaláh.
Um dos locais preferidos para as paradas das tropas era às margens do Rio Grande, por ser este um dos mais importantes rios da região. Em 1850, devido à fácil acessibilidade, o caminho dos tropeiros já era notado e muito procurado.  Os primeiros imigrantes italianos, alemães e suíços chegaram em 1899, para trabalharem em Rio Grande. O primeiro açougue surgiu em 1909 e a indústria de grafite instalada nove anos mais tarde. Em 1920, o primeiro telefone é instalado. A instalação elétrica ocorreu em 1928.
Administrativamente, Rio Grande da Serra era um distrito com a denominação de Icatuaçu, pela Lei n.º 2.456, de 30 de dezembro de 1953, subordinado ao município de Ribeirão Pires. Foi elevado à categoria de município com a denominação de Rio Grande da Serra, pela Lei Estadual n.º 8.092, de 28 de fevereiro 1964, desmembrado dos municípios de Ribeirão Pires e Santo André.

## Demografia

### População
| Crescimento populacional                             | Crescimento populacional | Crescimento populacional | Crescimento populacional |
| Ano                                                  | População Total          |                          | %±                       |
| ---------------------------------------------------- | ------------------------ | ------------------------ | ------------------------ |
| 1970                                                 | 8 397                    |                          | —                        |
| 1980                                                 | 20 091                   |                          | 139,3%                   |
| 1991                                                 | 29 901                   |                          | 48,8%                    |
| 2000                                                 | 37 091                   |                          | 24,0%                    |
| 2010                                                 | 43 974                   |                          | 18,6%                    |
| 2022                                                 | 44 170                   |                          | 0,4%                     |
| Est. 2024                                            | 45 317                   | [ 13 ]                   | 2,6%                     |
| Fontes: Censos Demográficos IBGE e Estimativas SEADE |                          |                          |                          |

### Dados demográficos
Dados do Censo - 2000
População total: 44.084
- Urbana: 44.084
- Rural: 0
- Homens: 18.467
- Mulheres: 18.624

Densidade demográfica (hab./km²): 1010,65
Mortalidade infantil até 1 ano (por mil): 18,38
Expectativa de vida (anos): 69,93
Taxa de fecundidade (filhos por mulher): 2,40
Taxa de alfabetização: 91,58%
Índice de Desenvolvimento Humano (IDH-M): 0,764
- IDH-M Renda:  5575576565
- IDH-M Longevidade: 0,749
- IDH-M Educação: 0,890

(Fonte: IPEA DATA)

## Geografia

### Hidrografia
- Bacia do Rio Jurubatuba (Rio Grande), com seus afluentes, que irão formar o "braço Rio Grande" da Represa Billings. O Rio Grande é responsável por abastecer 7% de toda água do estado de São Paulo com seus afluentes e nascentes, sendo um deles o Rio Grande, que passa pela cidade e dá origem ao nome do município, e o Rio Pequeno que apesar de ter acesso a parte suja da represa , produz a melhor água da represa, servindo a Represa Billings.[carece de fontes?] Sua área tem 97% do território inseridos na área de manancial.

Além desse rio, o município apresenta uma grande quantidade de córregos, ribeirões e riachos, como o "Córrego da Figueira e o Piolzinho" situados na região do Parque América, Ribeirão da Estiva no Parque Pouso Alegre. (Fonte: Parque América seu povo sua história - Trabalho apresentado no Congresso de História do ABC).

### Clima
O clima do município, como em toda a Região Metropolitana de SP, é o subtropical. Verão e pouco quente e chuvoso. Inverno ameno e subseco, sendo a neblina uma constante no clima local, entre maio e outubro. A média de temperatura anual gira em torno dos 17 °C, sendo o mês mais frio julho (média de 13 °C) e o mais quente fevereiro (média de 20 °C). O índice pluviométrico anual fica em torno de 2 450 mm.
| Dados climatológicos para Rio Grande da Serra | Dados climatológicos para Rio Grande da Serra | Dados climatológicos para Rio Grande da Serra | Dados climatológicos para Rio Grande da Serra | Dados climatológicos para Rio Grande da Serra | Dados climatológicos para Rio Grande da Serra | Dados climatológicos para Rio Grande da Serra | Dados climatológicos para Rio Grande da Serra | Dados climatológicos para Rio Grande da Serra | Dados climatológicos para Rio Grande da Serra | Dados climatológicos para Rio Grande da Serra | Dados climatológicos para Rio Grande da Serra | Dados climatológicos para Rio Grande da Serra | Dados climatológicos para Rio Grande da Serra |
| Mês                                           | Jan                                           | Fev                                           | Mar                                           | Abr                                           | Mai                                           | Jun                                           | Jul                                           | Ago                                           | Set                                           | Out                                           | Nov                                           | Dez                                           | Ano                                           |
| --------------------------------------------- | --------------------------------------------- | --------------------------------------------- | --------------------------------------------- | --------------------------------------------- | --------------------------------------------- | --------------------------------------------- | --------------------------------------------- | --------------------------------------------- | --------------------------------------------- | --------------------------------------------- | --------------------------------------------- | --------------------------------------------- | --------------------------------------------- |
| Temperatura máxima média (°C)                 | 24,4                                          | 24,5                                          | 23,9                                          | 22,2                                          | 20,4                                          | 19,2                                          | 18,6                                          | 19,4                                          | 20,1                                          | 21                                            | 22,1                                          | 23,4                                          | 21,6                                          |
| Temperatura média (°C)                        | 20,1                                          | 20,3                                          | 19,6                                          | 17,7                                          | 15,6                                          | 14,2                                          | 13,5                                          | 14,4                                          | 15,3                                          | 16,6                                          | 17,7                                          | 19,1                                          | 17                                            |
| Temperatura mínima média (°C)                 | 15,9                                          | 16,1                                          | 16,3                                          | 13,2                                          | 10,9                                          | 9,2                                           | 8,5                                           | 9,4                                           | 10,6                                          | 12,2                                          | 13,4                                          | 14,8                                          | 12,5                                          |
| Precipitação (mm)                             | 314                                           | 300                                           | 290                                           | 182                                           | 127                                           | 95                                            | 93                                            | 106                                           | 162                                           | 252                                           | 227                                           | 303                                           | 2 451                                         |
| Fonte: Climate-Data.org                       |                                               |                                               |                                               |                                               |                                               |                                               |                                               |                                               |                                               |                                               |                                               |                                               |                                               |

## Política e administração

### Relação de Prefeitos
- Carlos José da Veiga Carlson - 1965 a 1969;
- Geraldino Lotti Filho - 1969 a 1972;
- Irinéia José Midolli - 1973 a 1977;
- Aarão Edmundo Jardim Teixeira - 1977 a 1982;
- Willian Valério Ramos - 1983 a 1988;
- Aparecido Benedito Franco - 1989 a 1992;
- José da Cruz Jardim Teixeira - 1993 a 1996;
- Aparecido Benedito Franco - 1997;
- José Carlos Arruda "Carlão" - 1997 a 1998;
- Expedito Antônio de Oliveira - 1998 (interinamente);
- Danilo Franco - 1998 a 1999;
- Mario Carvalho da Silva - 1999;
- Ramon Álvaro Velasquez - junho de 1999 a dezembro de 2000;
- Ramon Álvaro Velasquez - 2001 a 2004;
- Adler Alfredo Jardim Teixeira "Kiko" - 2005 a 2008 e 2009 a 2012 (por reeleição);
- Luis Gabriel Fernandes da Silveira "Maranhão" - 2013 a 2016 e 2017 a 2020 (por reeleição);
- Claudio Manoel de Melo - 01/01/2021 a 30/06/2022;
- Maria da Penha Agazzi Fumagalli - desde 01/07/2022.

## Economia
Por ser um município com território de 100% em área de mananciais, a legislação não permite que a cidade tenha indústrias poluentes. As principais movimentadoras da economia são: a indústria norteamericana DURA Automotive Systems do Brasil (autopeças), a indústria brasileira Massa Leve (produtos alimentícios), a transportadora de produtos Anamar e no transporte coletivo a Viação Talismã, além de pequenas indústrias, empresas e o comércio local.
Entretanto, uma das novas formas de movimentação da economia é o potencial turístico que existe na cidade, atraindo a população da região para seus pontos turísticos e festas como o Festival Gastronômico e Cultural do Cambuci que acontece anualmente na época do aniversário do município, bem como a Festa de São Sebastião, que atrai romeiros e devotos do santo desde 1906. Nas festas do padroeiro são comuns pessoas de todo o Grande ABC e até da capital.

## Infraestrutura

### Comunicações
O sistema de telefones automáticos foi inaugurado na cidade pela Companhia Telefônica da Borda do Campo (CTBC), que também implantou o sistema de discagem direta à distância (DDD) em 1973 com o código de área (011), sendo para isso utilizada a central telefônica de Ribeirão Pires. A cidade passou a ter sistema telefônico próprio somente em 1981, com a inauguração da atual central telefônica.

### Transportes

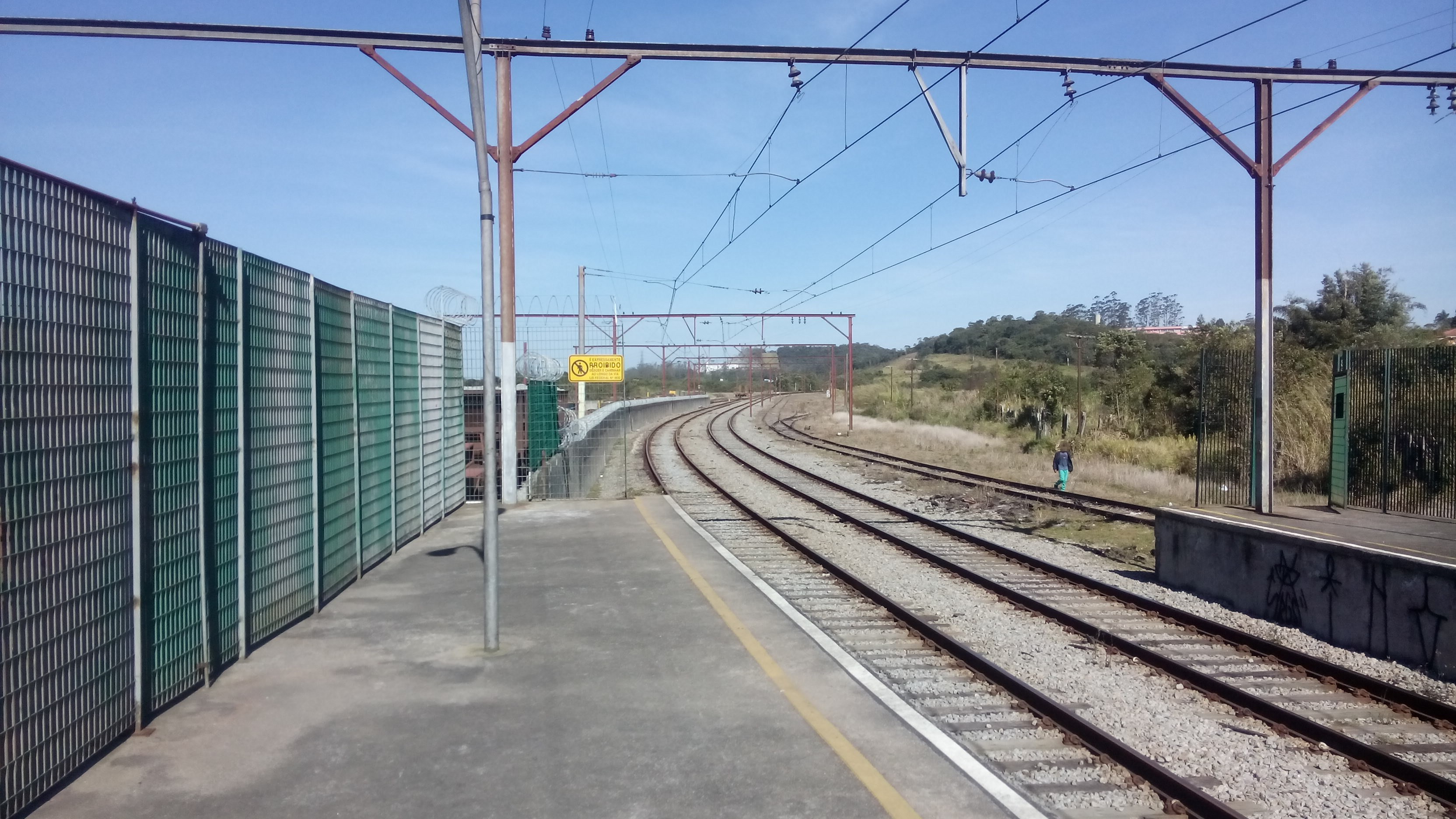
Estação Rio Grande da Serra - Vista ao sul

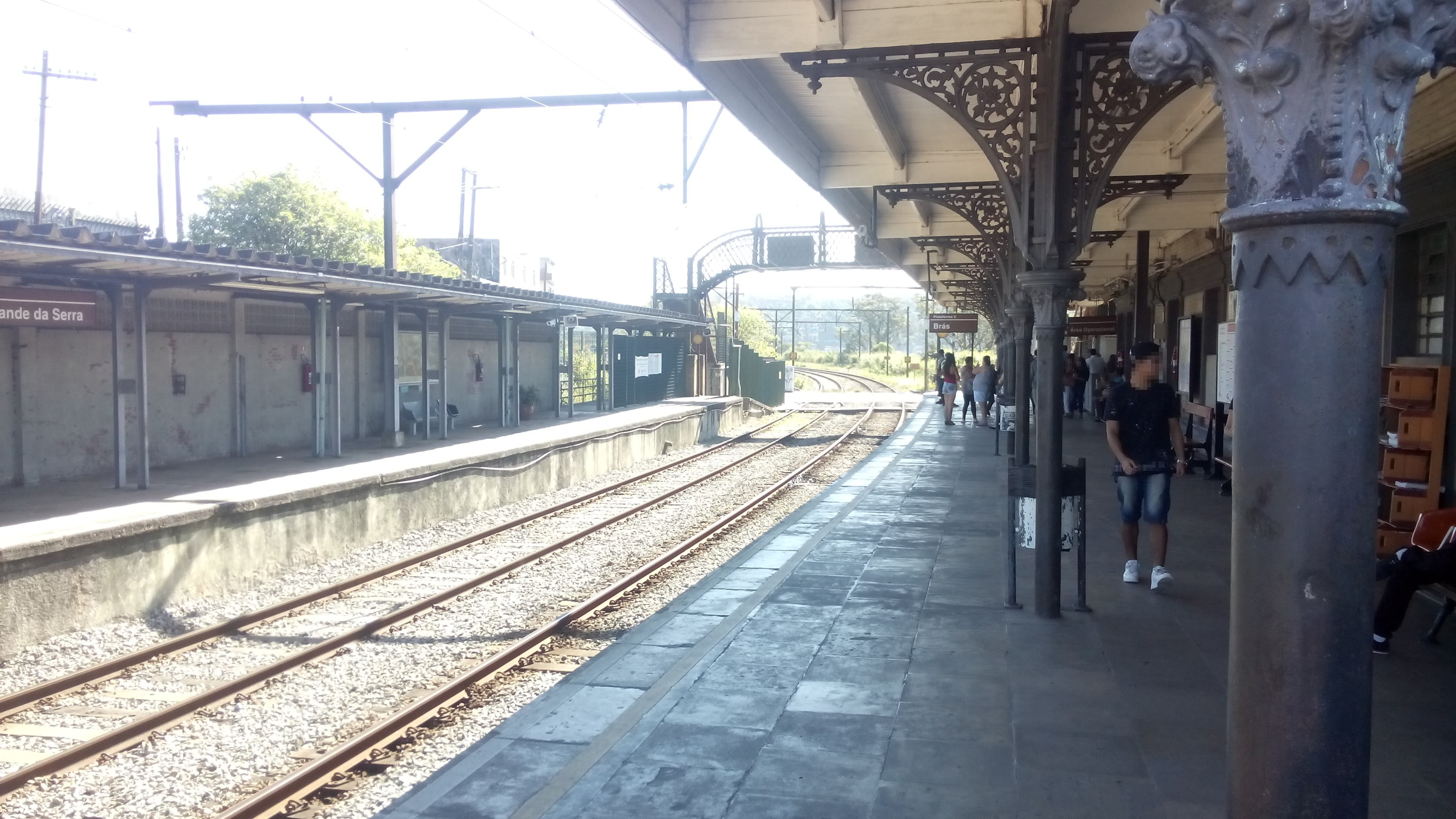
Estação Rio Grande da Serra - Plataformas

O município é servido pelos trens da Linha 10–Turquesa do Trem Metropolitano (Brás ↔ Rio Grande da Serra), que faz integração gratuita com as linhas 2–Verde (Vila Madalena ↔ Vila Prudente) na Estação Tamanduateí e 3–Vermelha (Palmeiras–Barra Funda ↔ Corinthians–Itaquera) na Estação Brás, ambas operadas pelo Metrô de São Paulo, além de linhas de ônibus municipais (operadas pela Viação Talismã) e linhas intermunicipais (operadas pela Next Mobilidade).

### Rodovias
- SP-122 (Rodovia Deputado Antônio Adib Chammas), que liga Ribeirão Pires a Paranapiacaba.

### Saúde
Rio Grande da Serra conta com UBS - Unidades Básicas de Saúde, sendo a UBS Central também um pronto socorro, USF - Unidades de Saúde da Família, centros especializados de saúde como o CEME - Centro de Especialidade Médicas e Espaços de Atendimento, o UPA - Unidade de Pronto Atendimento, Prevenção e Ações da Saúde, porém não conta com hospital municipal, sendo encaminhados os casos para hospitais da região.

### Educação
Nesta área, Rio Grande da Serra possui:
- Escolas públicas estaduais de ensino fundamental e médio;
- Escolas públicas municipais de educação infantil;
- Escolas particulares de educação infantil;
- Uma escola pública estadual de ensino técnico (Etec).

## Cultura e lazer

### Festas tradicionais
- Festival Gastronômico e Cultural do Cambuci: Festa tradicional da cidade, é realizada anualmente, sendo um dos eventos mais importantes que integra também o mês de festejos do aniversário de Rio Grande da Serra, comemorado em 3 de maio. O Cambuci é um fruto nativo da região que integra a Rota do Cambuci, o Festival geralmente acontece no terceiro fim de semana do mês de maio e é realizado pela Secretaria de Desenvolvimento Econômico e Turístico. Oferece feira de artesanato, shows com artistas da região, concurso para eleger a Rainha e Princesa do Cambuci, além da comercialização de bolos, tortas, sucos, molho, sushi, geleias e outros alimentos feitos com o fruto,
- Festa de São Sebastião: a mais antiga e constante festa da cidade, realizada desde 1906 na sede da Paróquia São Sebastião. Teve origem na confecção da imagem do padroeiro por um andarilho anônimo que a fez para Francisco Pandolfi. Já passou por diversos formatos, e sempre no mês de janeiro compreende o Novenário (de 11 a 19), as celebrações do dia do padroeiro (20 de janeiro) e quermesses nos fins de semana. Em geral cada comunidade ou algumas delas (são 15 comunidades católicas na cidade) assumem os dias de novena, motivando e animando a missa. São Sebastião é o padroeiro e protetor contra a peste, a fome e a guerra;
- Festa de São Francisco de Assis: o padroeiro do Jardim Santa Tereza é celebrado na capela de mesmo nome no mês de outubro, em geral com tríduo, missa e apresentações das crianças da catequese, a comunidade iniciou seus trabalhos em 1972 e as festas no decorrer desta década,
- Festa da Primavera Poluída: Ato que acontece anualmente alertando a população e órgãos públicos sobre a necessidade de cuidar do meio ambiente.

Fonte:

## Religião
O Cristianismo se faz presente na cidade da seguinte forma:

### Igreja Católica
- A igreja faz parte da Diocese de Santo André.[23]

### Igrejas Evangélicas
Entre as igrejas protestantes históricas, pentecostais e neopentecostais, encontram-se na cidade:
- Assembleia de Deus Ministério do Belém.[26][27]
- Congregação Cristã no Brasil.[28]